# مسابقه حذفی بزرگ
مسابقه حذفی بزرگ یا این یک ضربه‌فنی شاهانه است (انگلیسی: The Grand Knockout Tournament) یک رویداد خیریه بود که تنها یکبار در ۱۵ ژوئن ۱۹۸۷ انجام شد و در تلویزیون انگلیس در ۱۹ ژوئن ۱۹۸۷ نشان داده شد سپس پخش آن در  بی‌بی‌سی وان، در ۲۷ دسامبر ۱۹۸۷ تکرار شد علاوه بر این از تلویزیون آمریکا از طریق شبکه یواس‌ای نتورک در ۱۲ اوت ۱۹۸۷ نیز پخش شد.
در این نمایش اعضای خانواده سلطنتی بریتانیا در کنار مشاهیر مختلف ورزشی و اشخاص مشهور حضور داشتند. این شرکت‌کنندگان مشهور از حوزه‌های موسیقی، ورزش، تلویزیون، کمدی و فیلم بودند.